# Monte Kurama
El Monte Kurama (鞍馬山 Kurama-yama?) es una montaña situada al noroeste de la ciudad de Kioto. Es considerado la cuna del Reiki y se dice que es el hogar de Sōjōbō, rey de los Tengu, y donde éste enseñó esgrima a Minamoto no Yoshitsune. Es también el lugar donde cada 22 de octubre (santuario Yuki-Jinja) se celebra el Festival del fuego de Kurama (鞍馬の火祭り Kurama no Hi-matsuri?). Igualmente, cada 20 de junio se celebra la milenaria Ceremonia del corte del bambú que, además de expresión de agradecimiento por el agua, simboliza la destrucción de la maldad y el establecimiento de la justicia.
El Templo Kurama (鞍馬寺 Kurama-dera?) está designado como Tesoro Nacional de Japón. Fue construido durante el periodo Nara (año 770)  por Gantei, monje que buscaba un refugio solitario para la meditación. Perteneciente originalmente a la escuela del Tendaishū, Kurama es independiente desde 1949, difundiendo su propia corriente de budismo conocida como Kurama-Kokyō.

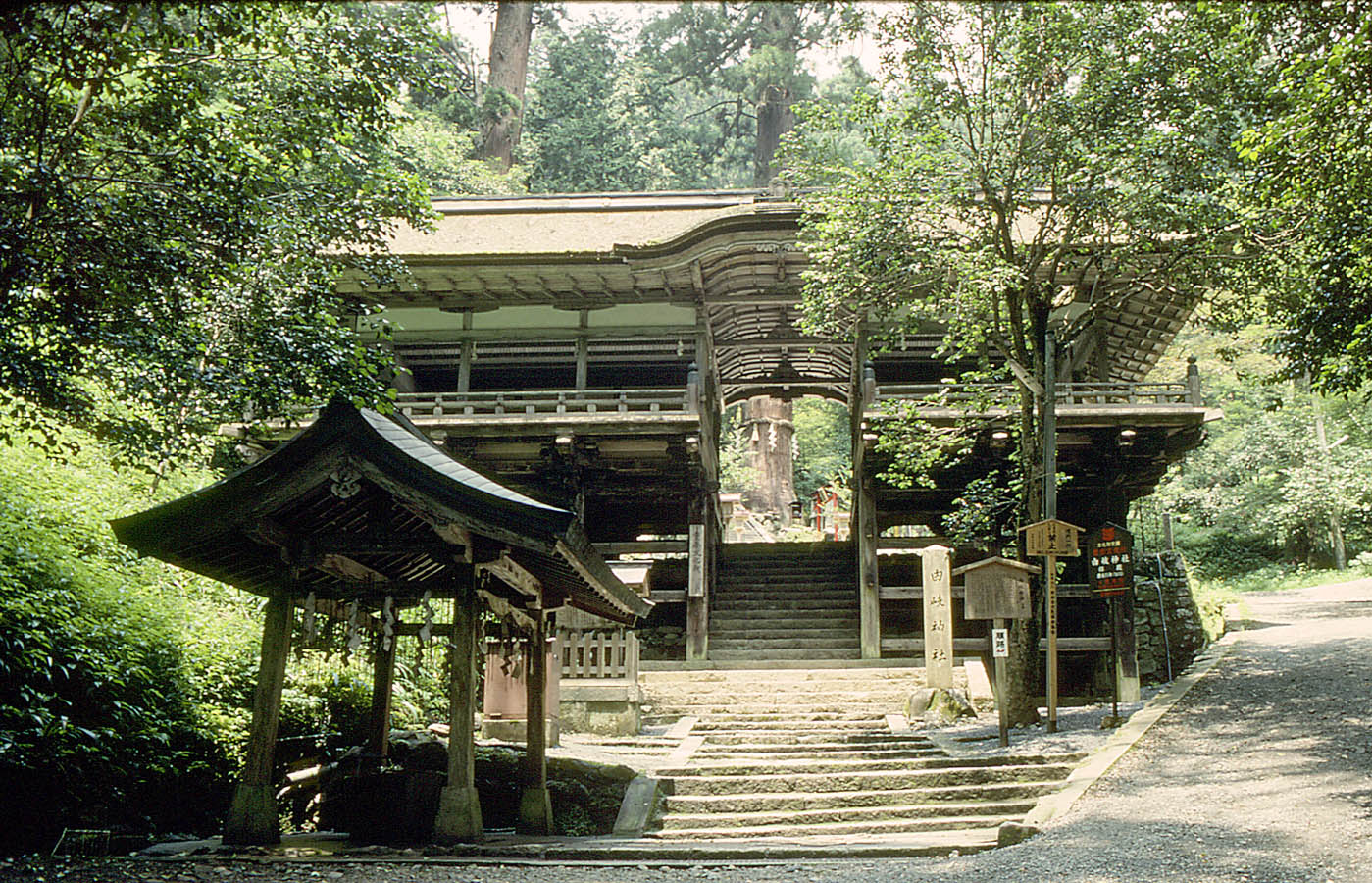
Santuario Yuki-Jinja

El monte Kurama es conocido también por sus Onsen, con baños al aire libre.

## Kurama Tengu

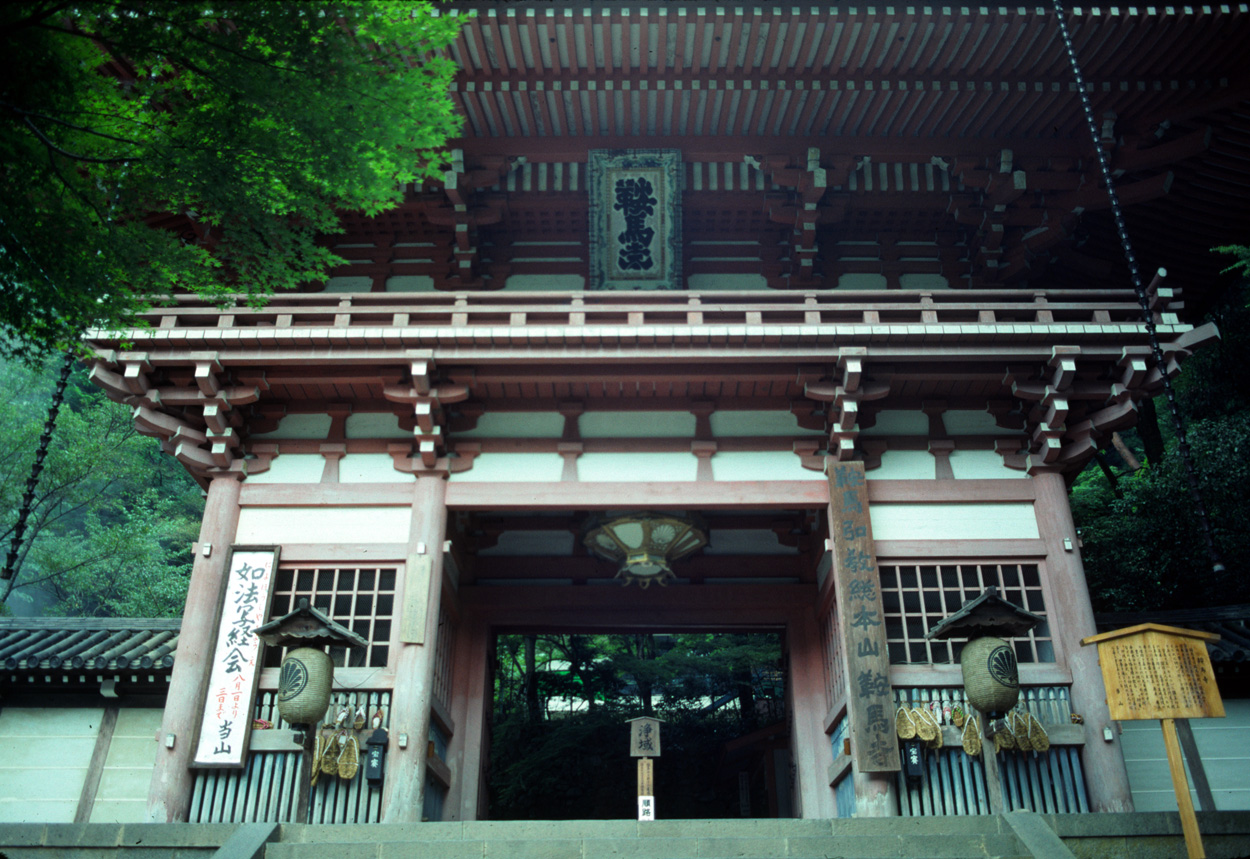
Templo Kurama (puerta principal)

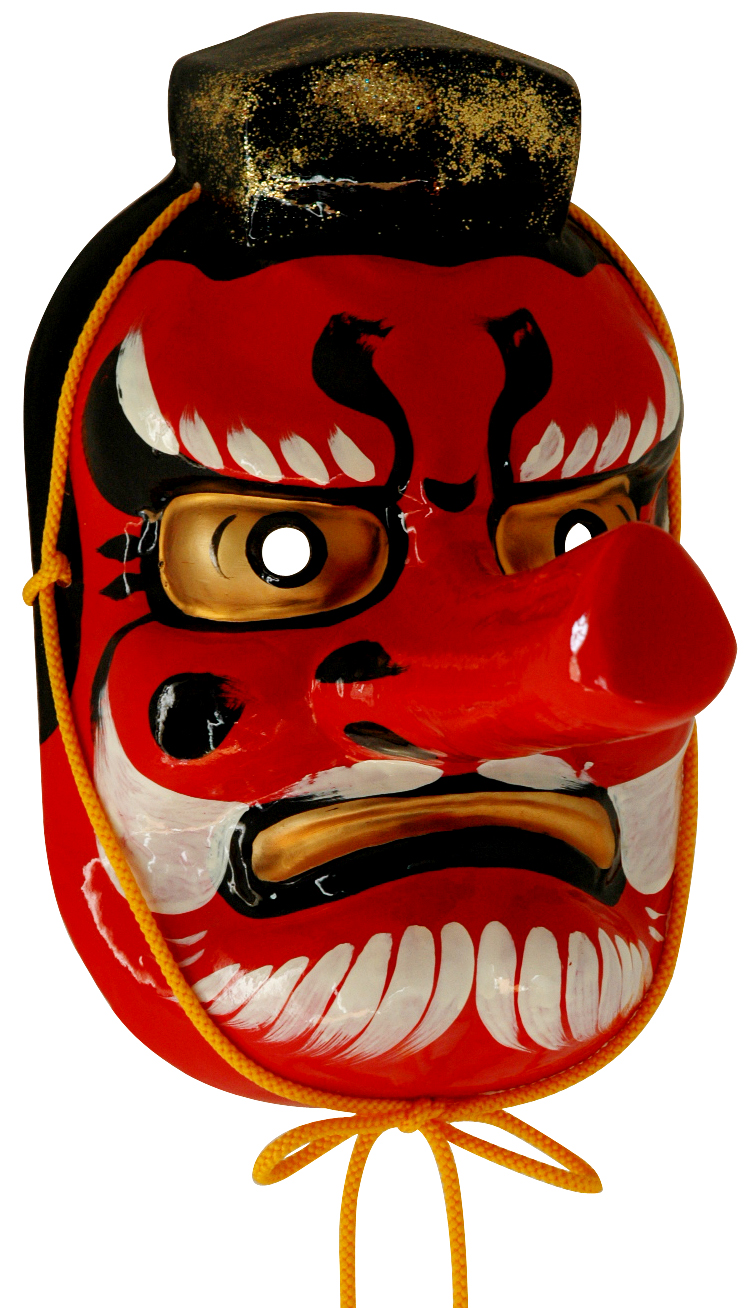
Yamabushi Tengu

A los antiguos monjes Yamabushi (yama-montaña, bushi-guerrero), monjes ascetas originarios de Japón que habitaban las montañas como ermitaños, en ocasiones se les atribuían poderes místicos, magia (kobudera), curanderismo, técnicas ancestrales de meditación, conjuros y hechicería.
Los Tengu de esta montaña son llamados Kurama Tengu y son tengu Yamabushis. Suelen ser de tez roja y nariz larga. Shinji Shibusawa, maestro Ninja de la escuela Fuma Ryu, contaba que estos seres son protectores del Ninjutsu, también llamado Shinobi jutsu (arte del espía de los Ninjas originarios de Japón en el siglo XII).
Según la mitología japonesa, los bosques y montañas son habitados por espíritus. Estos provienen de otras existencias y de forma sutil viven en los árboles y bosques. Los Yamabushi también eran mediums, entre estos seres y este mundo. En visiones relataban su forma humana, con rostro colérico y nariz prominente.

## Reiki

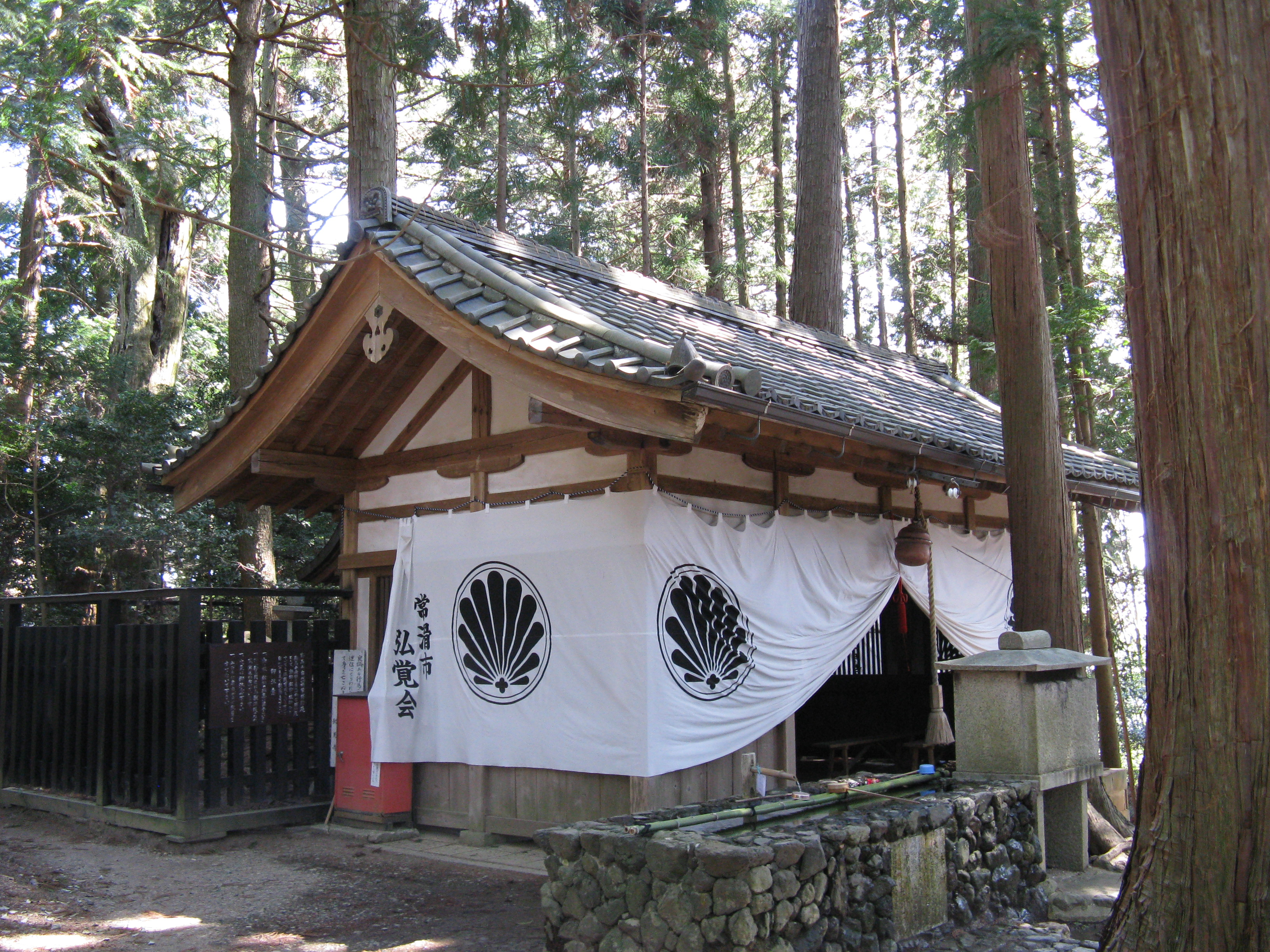
Osugi-gongen

En 1922 el fundador del Reiki, Mikao Usui, decidió subir a un lugar en la parte superior de la montaña llamado Osugi-gongen, para ayunar y meditar. A los veintiún días, afirmó que sintió Reiki en su coronilla y alcanzó instantáneamente Satori, además del Rei No (don misterioso para sanar).